# Guatteria stenopetala
Guatteria stenopetala este o specie de plante angiosperme din genul Guatteria, familia Annonaceae, descrisă de Robert Elias Fries. A fost clasificată de IUCN ca specie vulnerabilă. Conform Catalogue of Life specia Guatteria stenopetala nu are subspecii cunoscute.